# 2008年美國網球公開賽
2008年美國網球公開賽於2008年8月25日至9月7日在美國USTA比莉·琼·金国家网球中心舉行。這是第127屆的美國網球公開賽。

## 賽事

### 成年組

#### 男子單打
決賽： 羅傑·費德勒 擊敗  安迪·穆雷（6-2, 7-5, 6-2）

#### 女子單打
決賽：莎蓮娜·威廉絲 擊敗  耶莱娜·扬科维奇（6-4, 7-5）

## 外部連結
- 官方網站（页面存档备份，存于）

| 前任： 2007年美國網球公開賽   | 美國網球公開賽 | 繼任： 2009年美國網球公開賽 |
| 前任： 2008年溫布頓網球錦標賽 | 網球大滿貫     | 繼任： 2009年澳洲網球公開賽 |